# Лагепера
Ла́гепера (ест. Lahepera küla) — село в Естонії, у волості Пейпсіяере повіту Тартумаа.

## Населення
Чисельність населення на 31 грудня 2011 року становила 25 осіб.

## Географія
Через населений пункт проходить автошлях 22242 (Алатсківі — Варнья).

## Історія
До 23 жовтня 2017 року село входило до складу волості Алатсківі.